# Ягуби, Мохаммад Хади
Мохаммад Хади Ягуби (29 марта 1991 года; Хомам, Иран) — иранский футболист, нападающий.
В Иране выступал за клубы «Малаван», «Гавхар Загрос», «Шардари» из Бендер-Аббаса, «Нафт» из Месджеде-Солеймана, за «Пайкан». С 2017 года в таджикистанском «Истиклоле».